# Concerto para violino n.º 2 (Bartók)
O concerto para violino n.º 2 de Béla Bartók, BB 117 (escrito entre 1937 e 1938), foi dedicado ao violinista virtuoso húngaro Zoltán Székely, que pediu a composição em 1936, e é um exemplo de primeira qualidade do estilo verbunkos.
Bartók compôs o concerto em uma difícil situação de vida, ocupada com uma grande preocupação pela força crescente do fascismo. Ele tinha uma firme posição antifascista, e por isso tornou-se o alvo de vários ataques na Hungria pré-guerra. Entretanto, a composição está escrita com uma atmosfera particularmente otimista.

## Estrutura
O concerto tem os seguintes três movimentos:
1. Allegro non troppo
2. Andante tranquillo
3. Allegro molto